# Hans Rasmussen (overlærer)
 For alternative betydninger, se Hans Rasmussen. (Se også artikler, som begynder med Hans Rasmussen)
Hans Rasmussen (19. november 1851 i Baarse Sogn – 18. januar 1939 i Åbyhøj) var overlærer, redaktør og tidligere medlem af Danmarks Lærerforenings hovedbestyrelse.
Hans Rasmussen blev født 19. november 1851 i Baarse Sogn, som eneste barn af husmand Rasmus Hansen og hustru Bodil Bendtsdatter.
Han tog sin afgangseksamen fra Jonstrup Seminarium i 1868 og giftede sig med Malvine Josephine Dorthea Funck-Pedersen 5. september 1879.
Efter ansættelser i Lemvig og Helsingør blev han overlærer (skoleinspektør) i Sakskøbing, hvor han var ansat fra 1885 til 1914. Rasmussen var også medlem af Danmarks Lærerforenings hovedbestyrelse fra 1898 til 1906 og redaktør for bladet Folkeskolen fra 1903-1924.
Hans Rasmussen blev udnævnt til Dannebrogsmand 28. juli 1894.
Han døde den 18. januar 1939 i Åbyhøj ved Århus og ligger begravet på kirkegården i Sakskøbing.
Hans Rasmussen havde et stort forfatterskab med bl.a. biografier om Christian Ditlev Reventlow og Abraham Lincoln, skolebøger og børnebøger. Han skrev over 3.000 vers, der blev bragt som "Dagens vers" i Lollandsposten.